# Comté de Comanche (Oklahoma)
Pour les articles homonymes, voir Comté de Comanche.
Le comté de Comanche est un comté de l'État de l'Oklahoma aux États-Unis. Le siège du comté est Lawton. Selon le recensement de 2020, sa population est de 121 125 habitants.
Il tire son nom de la tribu amérindienne des Comanches.

## Comtés adjacents
| Comté de Kiowa   | Comté de Caddo    | Comté de Grady    |
|                  | comté de Comanche |                   |
| Comté de Tillman | Comté de Cotton   | Comté de Stephens |

## Communautés

### Villes
- Lawton
- Elgin
- Cache

### Villages
- Geronimo
- Fletcher
- Sterling
- Chattanooga
- Medicine Park
- Indiahoma
- Faxon

## Démographie

Pyramide des âges du comté de Comanche (2000).

| Groupes           | Comté de Comanche | Oklahoma | États-Unis |
| ----------------- | ----------------- | -------- | ---------- |
| Blancs            | 57,2              | 63,5     | 61,6       |
| Afro-Américains   | 16,4              | 7,3      | 12,4       |
| Métis             | 12,8              | 12,8     | 10,2       |
| Amérindiens       | 6                 | 8,4      | 1,1        |
| Autres            | 7,6               | 8        | 14,7       |
| Total             | 100               | 100      | 100        |
|                   |                   |          |            |
| Latino-Américains | 13,7              | 11,9     | 18,7       |

## Zones protégées
- Refuge faunique Wichita Mountains
- District historique d'Holy City of the Wichitas